# تاي أبوت
تاي أبوت (19 أغسطس 1988 بشيكاغو في الولايات المتحدة - ) (بالإنجليزية: Ty Abbott)‏ هو لاعب كرة سلة أمريكي في مركز مدافع مسدد الهدف. لعب مع BC Kalev ‏.

## وصلات خارجية
- تاي أبوت على موقع الدوري الأوروبي لكرة السلة (الإنجليزية)
- تاي أبوت على موقع كرة السلة الأوروبية.كوم (الإنجليزية)
- تاي أبوت على موقع كلية كرة السلة في سبورتس رفرنس.كوم (الإنجليزية)
- تاي أبوت على موقع ريلجم (الإنجليزية)
- تاي أبوت على موقع بروبوليرز (الإنجليزية)
- تاي أبوت على موقع سبورتس رفرنس (الإنجليزية)
- تاي أبوت على موقع سبورتس رفرنس (الإنجليزية)